# Lidzbark Warmiński
Lidzbark Warmiński là một thị trấn thuộc huyện Lidzbarski, tỉnh Warmińsko-Mazurskie ở đông-bắc Ba Lan. Thị trấn có diện tích 14 km². Đến ngày 1 tháng 1 năm 2011, dân số của thị trấn là 16209 người và mật độ 1130 người/km².